# Os Deuses dos Cabeçalhos dos Cadernos de Cópias
The Gods of the Copybook Headings (Os Deuses dos Cabeçalhos dos Cadernos de Cópias) é um poema de Rudyard Kipling, caracterizado pelo biógrafo Sir David Gilmour como uma das várias "ferozes erupções do pós-guerra" da amargura de Kipling em relação ao estado da sociedade anglo-europeia da altura, publicado pela primeira vez no Sunday Pictorial de Londres em 26 de outubro de 1919. Posteriormente publicado na América com o título "The Gods of the Copybook Maxims" (Os Deuses das Máximas dos Cadernos de Cópias) na Harper's Magazine em janeiro de 1920.
No poema, o narrador contrapõe os "deuses" do título, que personificam verdades eternas, aos "deuses do mercado", que representam o auto-engano optimista no qual a sociedade do início do século XX havia caído.

## Interpretação
O narrador contrasta a sabedoria eterna dos cabeçalhos com as ideias modernas do mercado. O poema inclui referências, por via de períodos geológicos, à política de desarmamento do primeiro ministro britânico Lloyd George (as medidas câmbricas), ao feminismo (os arenitos famenianos), e às políticas socialistas advogadas pelos sindicatos de mineiros (a época carbonífera).
1. ↑  Gilmour, David (2002). The Long Recessional: The Imperial Life of Rudyard Kipling. [S.l.]: Farrar, Straus & Giroux. Consultado em 17 de dezembro de 2019 Verifique o valor de |url-access=registration (ajuda)
2. ↑  «Harper's Magazine 1920». Consultado em 1 de julho de 2020
3. ↑  Rutherford, ed. (1999). War Stories and Poems – Rudyard Kipling. [S.l.: s.n.] ISBN 978-0192836861. Consultado em 11 de dezembro de 2012
4. ↑  Gilmour, David (2002). The Long Recessional: The Imperial Life of Rudyard Kipling. [S.l.]: Macmillan. p. 275. ISBN 978-0719555398. Consultado em 11 de dezembro de 2012. The Gods of the Copybook Headings. Verifique o valor de |url-access=registration (ajuda)